# 英国日産自動車製造
英国日産自動車製造会社（えいこくにっさんじどうしゃせいぞうがいしゃ、Nissan Motor Manufacturing (UK) Ltd, NMUK）は、1984年4月に設立された日産自動車のイギリスにおける自動車生産を行っている企業。タインアンドウィア州サンダーランド市にサンダーランド工場を有する。

## 概要
日産のヨーロッパでの自動車生産を行っており、サンダーランド工場はイギリス最大の自動車工場である。敷地付近には池や湖、森林があり、2005年から風力発電を開始し、8基のタービンを用いて必要電力の6%を発電するなど環境保護活動も行っている。日本へもデュアリスを2008年初頭まで、マイクラC+Cを2008年7月に輸出した。

## 沿革
1984年3月にタインアンドウィアの造船所やダラム炭田の閉鎖によって産業が衰退していたサンダーランド市の誘致により、サンダーランド工場が建設されることが決定され、同年4月に設立。1986年7月には生産が開始された。なお、最初の製造車はブルーバード（日本名オースター）であり、その車は現在サンダーランド博物館に展示されている。
1990年5月にはブルーバードの生産を終了し、プリメーラの生産を開始。1992年8月にはマイクラの生産を開始し、1996年1月にはP11型プリメーラの製造が開始された。1992年時点で日産の投資額は9億ポンドを超えており、これは日系企業のイギリスにおける最大規模の投資案件となった。1993年にはQueen's Award for Export AchievementとRSA Environmental Awardを受賞した。2000年1月にはアルメーラの生産が開始され、2006年11月まで生産された。さらに、2001年12月からはP12型プリメーラの生産が、2002年11月にはK12型マイクラの生産が開始され、2005年秋にはマイクラC+Cの生産が開始された（2007年から1500台限定で日本に輸出された）。
1990年代から2000年代にかけて連続でWorld Markets Research Centre選定のヨーロッパにおける最も生産性の高い工場に選ばれている。
その後、2006年1月にはノートの生産が開始され、同年12月4日から、11月に生産を終了したアルメーラのラインを用いてキャシュカイの製造が開始された。2007年から「デュアリス」として日本市場にも輸出されたが、翌年から日本向けモデルの生産は日本国内（九州工場）に移管されている。
2010年のフルモデルチェンジを機に、マイクラの生産がインドの新工場に移管され、同年にジュークの生産を開始予定である。
2012年に年間生産台数50万台を記録した。従業員数は6000人となっており地域の産業の核となっている。10数年に渡りイギリス最大の自動車工場、イギリス最大の輸出される自動車の製造工場になっている。
2013年3月に電気自動車のリーフの生産を開始した。新規の生産ライン構築に4億2000万ポンドを投資している。
2016年、新型エクストレイルの生産を決定（2019年に撤回）。決定にあたっては、日産はイギリス政府より競争力の維持に向けて「支援と公約が得られた」と発表した。具体的には、メイ政権より6000万ポンド規模の優遇措置を得たとされる。
2019年3月12日、日産の高級車ブランドであるインフィニティブランドの2車種、インフィニティ・Q30（ハッチバック車）、QX30（クロスオーバー車）の生産中止を発表。インフィニティブランドにとっては、西欧の市場からの撤退も意味する。

## 生産車種

### 現在の生産車種
- キャシュカイ（2007年 - ）
- ジューク（2010年 - ）
- リーフ（2013年 - ）

### 過去の生産車種
- ブルーバード（日本名：オースター　1986 - 1990年）
- プリメーラ（1990 - 2008年）
- アルメーラ（日本名：ブルーバードシルフィ　2000 - 2006年）
- マイクラ（日本名：マーチ　1992年 - 2010年）
  - マイクラC+C（2005年 - 2010年）
- ノート（2006年 - 2017年）
- インフィニティ・Q30（2015年 - 2019年）
  - インフィニティ・QX30（2016年 -2019年 ）